# Gunnar Vingren

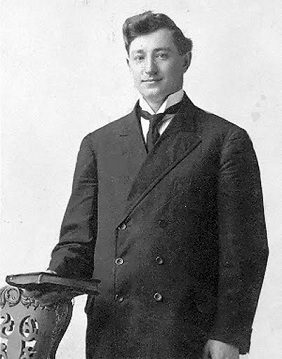
Gunnar Vingren

Adolf Gunnar Vingren (Ostra Harg (Östergötland), 8 augustus 1879 – Stockholm, 29 juni 1933) was een Zweedse zendeling. Hij werkte in het begin van de twintigste eeuw in de Amazone en het noordoosten van Brazilië. In zijn werk samen met Daniel Berg ontstond de Pinksterkerk van de Assemblies of God (Assembleias de Deus) in Brazilië.
Vingren emigreerde naar de Verenigde Staten, waar hij afstudeerde aan de Zweedse Theological Seminary in Chicago. Hij gaf les in sommige Scandinavische Baptistenkerken en besloot om zijn missionaire roeping te volgen. Hij vertrok tegen 1910 met Daniel Berg naar Brazilië en vestigde zich in Belém, Pará.
Daar studeerde hij Portugees en verspreidde hij de Pinksterleer aanvankelijk onder baptisten in Belém en vervolgens aan de rand van de Amazone en het noordoosten van Brazilië. In de jaren 1920 verhuisde hij naar het zuiden om de missionaire activiteiten uit te breiden.
Hij werkte voor de ontluikende Assemblies of God met het schrijven van publicaties en het samenstellen van een gezangboek.
Op een reis naar Zweden ontmoette en huwde hij Frida Vingren. Vanwege een slechte gezondheid keerde hij terug naar zijn vaderland, waar hij stierf in 1933.